# Littorina mariae
Littorina mariae är en snäckart som beskrevs av Sacchi och Rastelli 1966. Littorina mariae ingår i släktet Littorina och familjen strandsnäckor. Inga underarter finns listade i Catalogue of Life.